# Isogona tenuis
Isogona tenuis (tên tiếng Anh: Thin-lined Owlet) là một loài bướm đêm thuộc họ Erebidae. Loài này có ở Ontario, Wisconsin, Ohio và New Jersey, phía nam đến Florida và Texas.
Sải cánh dài 28–30 mm. Con trưởng thành bay từ tháng 5 đến tháng 8 ở phía bắc và từ tháng 4 đến tháng 10 in the south.
Ấu trùng ăn các loài Celtis.